# Cymodusa borealis
Cymodusa borealis là một loài tò vò trong họ Ichneumonidae.